# 李安仁 (唐朝)
李安仁（?—?），观州蓚县人，唐朝官员，李纲之孙，李安靜之兄。

## 生平
李安仁在唐高宗永徽年间为太子左庶子。太子李忠被废，回到陈王宅邸，宫僚全都奔散，没有敢辞别送行，只有李安仁哭着拜辞而去，朝野认为他为人守义。李安仁官至恒州（今河北省正定县）刺史，在官任上去世。自李纲五世同居，李安仁、李安静也以义烈闻名，世人称道李氏不断。

## 家族
- 祖父：李纲
- 父亲：李少植，隋朝武阳郡同功书佐，在李纲之前去世。
- 弟弟：李安静